# Liste des produits agroalimentaires traditionnels d'Émilie-Romagne
Les Produits agroalimentaires traditionnels d'Émilie-Romagne, reconnus par le ministère des Politiques agricoles, alimentaires et forestières (MIPAAF), sur la proposition du gouvernement de la région de l'Émilie-Romagne sont présentés dans la liste qui suit. La dernière mise à jour est du 7 juin 2012, date de la dernière révision des PAT (produits agroalimentaires traditionnels).

## Liste des produits
| N°  | Dénomination | Secteur                                                                                               |
| --- | --- | --- |
| 1   | Anicione, andsòn'                                                                                                 | Boissons sans alcool, spiritueux et liqueurs                                                          |
| 2   | Nocino, nosen, nozèn'                                                                                             | Boissons sans alcool, spiritueux et liqueurs                                                          |
| 3   | Sassolino | Boissons sans alcool, spiritueux et liqueurs                                                          |
| 4   | Sorbolo, liquore nobile di sorbe, liquor ed sorbi, sorbolino, sorbolen                                            | Boissons sans alcool, spiritueux et liqueurs                                                          |
| 5   | Vino de monte | Boissons sans alcool, spiritueux et liqueurs                                                          |
| 6   | Agnello da latte, agnel, delle razze: sarda; massese                                                              | Viandes (et abats) et leurs préparations                                                              |
| 7   | Bel e cot, belecot'                                                                                               | Viandes (et abats) et leurs préparations                                                              |
| 8   | Bondiola, bundiola'                                                                                               | Viandes (et abats) et leurs préparations                                                              |
| 9   | Cappello del prete, capel da pret'                                                                                | Viandes (et abats) et leurs préparations                                                              |
| 10  | Carne bovina di razza romagnola, Vidlò, Tor, Burela, Vaca rumagnola                                               | Viandes (et abats) et leurs préparations                                                              |
| 11  | Castrato di Romagna, castrè, castròn'                                                                             | Viandes (et abats) et leurs préparations                                                              |
| 12  | Ciccioli (o cicciolata), grassei (o suprasè), ciccioli sbricioloni, grassei brislon, graso'                       | Viandes (et abats) et leurs préparations                                                              |
| 13  | Coppa arrosto, Cupa arost'                                                                                        | Viandes (et abats) et leurs préparations                                                              |
| 14  | Coppa di Parma | Viandes (et abats) et leurs préparations                                                              |
| 15  | Culatello, culatel'                                                                                               | Viandes (et abats) et leurs préparations                                                              |
| 16  | Fiocchetto | Viandes (et abats) et leurs préparations                                                              |
| 17  | Fiocco di culatello                                                                                               | Viandes (et abats) et leurs préparations                                                              |
| 18  | Lardo, gras, lard'                                                                                                | Viandes (et abats) et leurs préparations                                                              |
| 19  | Pancetta canusina                                                                                                 | Viandes (et abats) et leurs préparations                                                              |
| 20  | piccola di cavallo, pìcula d’ caval                                                                               | Viandes (et abats) et leurs préparations                                                              |
| 21  | Pollo di razza Fidentina                                                                                          | Viandes (et abats) et leurs préparations                                                              |
| 22  | Pollo di Romagna                                                                                                  | Viandes (et abats) et leurs préparations                                                              |
| 23  | Porchetta, purcheta'                                                                                              | Viandes (et abats) et leurs préparations                                                              |
| 24  | Salama da sugo, salamina, salama da sug'                                                                          | Viandes (et abats) et leurs préparations                                                              |
| 25  | Salama da sugo di Madonna Boschi                                                                                  | Viandes (et abats) et leurs préparations                                                              |
| 26  | Salame all’aglio, salam da l'ai'                                                                                  | Viandes (et abats) et leurs préparations                                                              |
| 27  | Salame di Canossa o salame di Castelnuovo Monti                                                                   | Viandes (et abats) et leurs préparations                                                              |
| 28  | Salame Felino | Viandes (et abats) et leurs préparations                                                              |
| 29  | Salame fiorettino                                                                                                 | Viandes (et abats) et leurs préparations                                                              |
| 30  | Salame gentile, salam zintil, o semplicemente, al zintil.                                                         | Viandes (et abats) et leurs préparations                                                              |
| 31  | Salsiccia gialla fina, sulzezza zala bouna e fina'                                                                | Viandes (et abats) et leurs préparations                                                              |
| 32  | Salsicciotto alla piacentina, salame da cuocere, salam da cotta                                                   | Viandes (et abats) et leurs préparations                                                              |
| 33  | Spalla di San Secondo, spalla cotta e spalla cruda, spala cota e crùda                                            | Viandes (et abats) et leurs préparations                                                              |
| 34  | Stracotto alla piacentina, 'l stua                                                                                | Viandes (et abats) et leurs préparations                                                              |
| 35  | Suino di razza mora o mora romagnola                                                                              | Viandes (et abats) et leurs préparations                                                              |
| 36  | Suino pesante | Viandes (et abats) et leurs préparations                                                              |
| 37  | Tasto, tast' | Viandes (et abats) et leurs préparations                                                              |
| 38  | Zuccotto di Bismantova                                                                                            | Viandes (et abats) et leurs préparations                                                              |
| 39  | Sale, sèl' | Condiments                                                                                            |
| 40  | Pecorino del pastore                                                                                              | Fromages                                                                                              |
| 41  | Pecorino dell’Appennino Reggiano                                                                                  | Fromages                                                                                              |
| 42  | Raviggiolo | Fromages                                                                                              |
| 43  | Ribiola della Bettola, ill ribiol'                                                                                | Fromages                                                                                              |
| 44  | Robiola, ribiola, furmai nis'                                                                                     | Fromages                                                                                              |
| 45  | Squacquerone di Romagna, squaquaròn'                                                                              | Fromages                                                                                              |
| 46  | Aglio di Voghiera, l’ai d’Ughiera                                                                                 | Produits végétaux à l'état naturel ou transformés                                                     |
| 47  | Albicocca Val Santerno di Imola                                                                                   | Produits végétaux à l'état naturel ou transformés                                                     |
| 48  | Antica varietà di nocciola piacentina                                                                             | Produits végétaux à l'état naturel ou transformés                                                     |
| 49  | Antica varietà di patata piacentina                                                                               | Produits végétaux à l'état naturel ou transformés                                                     |
| 50  | Antiche varietà di castagne piacentine                                                                            | Produits végétaux à l'état naturel ou transformés                                                     |
| 51  | Antiche varietà di ciliegia piacentina                                                                            | Produits végétaux à l'état naturel ou transformés                                                     |
| 52  | Antiche varietà di fichi piacentini                                                                               | Produits végétaux à l'état naturel ou transformés                                                     |
| 53  | Antiche varietà di mandorla piacentina: mandorla piacentina                                                       | Produits végétaux à l'état naturel ou transformés                                                     |
| 54  | antiche varietà di mela piacentina                                                                                | Produits végétaux à l'état naturel ou transformés                                                     |
| 55  | Antiche varietà di olivo piacentino                                                                               | Produits végétaux à l'état naturel ou transformés                                                     |
| 56  | Antiche varietà di pera piacentina                                                                                | Produits végétaux à l'état naturel ou transformés                                                     |
| 57  | Antiche varietà di uva da tavola piacentina                                                                       | Produits végétaux à l'état naturel ou transformés                                                     |
| 58  | Asparago, aspargina, sparazena, sparz                                                                             | Produits végétaux à l'état naturel ou transformés                                                     |
| 59  | Cardo gigante di Romagna                                                                                          | Produits végétaux à l'état naturel ou transformés                                                     |
| 60  | Castagna fresca e secca di Granaglione                                                                            | Produits végétaux à l'état naturel ou transformés                                                     |
| 61  | Ciliegia di Cesena                                                                                                | Produits végétaux à l'état naturel ou transformés                                                     |
| 62  | ciliegia di Vignola                                                                                               | Produits végétaux à l'état naturel ou transformés                                                     |
| 63  | Cipolla tipica di Medicina                                                                                        | Produits végétaux à l'état naturel ou transformés                                                     |
| 64  | Cocomero tipico di San Matteo Decima                                                                              | Produits végétaux à l'état naturel ou transformés                                                     |
| 65  | Doppio concentrato di pomodoro                                                                                    | Produits végétaux à l'état naturel ou transformés                                                     |
| 66  | Farina dolce di castagne di Granaglione, farina d’castaggne                                                       | Produits végétaux à l'état naturel ou transformés                                                     |
| 67  | Fragola di Romagna                                                                                                | Produits végétaux à l'état naturel ou transformés                                                     |
| 68  | Lischi, roscano, agretto, bacicco, liscaro                                                                        | Produits végétaux à l'état naturel ou transformés                                                     |
| 69  | Loto di Romagna                                                                                                   | Produits végétaux à l'état naturel ou transformés                                                     |
| 70  | Marrone di campora, maron ed campra                                                                               | Produits végétaux à l'état naturel ou transformés                                                     |
| 71  | Mela campanina, pom campanein                                                                                     | Produits végétaux à l'état naturel ou transformés                                                     |
| 72  | Melone tipico di San Matteo Decima                                                                                | Produits végétaux à l'état naturel ou transformés                                                     |
| 73  | Patata di Montese                                                                                                 | Produits végétaux à l'état naturel ou transformés                                                     |
| 74  | Pesca bella di Cesena                                                                                             | Produits végétaux à l'état naturel ou transformés                                                     |
| 75  | Raperonzolo, raponzal, raponzolo, raponzo                                                                         | Produits végétaux à l'état naturel ou transformés                                                     |
| 76  | saba dell’Emilia-Romagna, sapa                                                                                    | Produits végétaux à l'état naturel ou transformés                                                     |
| 77  | Sapore, savor | Produits végétaux à l'état naturel ou transformés                                                     |
| 78  | Stridoli, strigoli, carletti, bubbolini, tagliatelle della madonna                                                | Produits végétaux à l'état naturel ou transformés                                                     |
| 79  | Sugali, sugal | Produits végétaux à l'état naturel ou transformés                                                     |
| 80  | Sughi d’uva reggiani, sugh                                                                                        | Produits végétaux à l'état naturel ou transformés                                                     |
| 81  | Susina di vignola                                                                                                 | Produits végétaux à l'état naturel ou transformés                                                     |
| 82  | Susina vaca zebeo, vacazebeo, vacaza zebeo, vacazaebeo, vacazza                                                   | Produits végétaux à l'état naturel ou transformés                                                     |
| 83  | Tartufo bianco (tuber magnatum), trifula bianca                                                                   | Produits végétaux à l'état naturel ou transformés                                                     |
| 84  | Tartufo bianco pregiato                                                                                           | Produits végétaux à l'état naturel ou transformés                                                     |
| 85  | Tartufo nero di fragno, trifola                                                                                   | Produits végétaux à l'état naturel ou transformés                                                     |
| 86  | Tartufo nero estivo (tuber aestivum), trifula nigra                                                               | Produits végétaux à l'état naturel ou transformés                                                     |
| 87  | Africanetti, biscotti Margherita, africanèt                                                                       | Pâtes fraîches et produits de boulangerie, biscuiterie, pâtisserie et confiserie                      |
| 88  | Amaretti | Pâtes fraîches et produits de boulangerie, biscuiterie, pâtisserie et confiserie                      |
| 89  | Amaretto di Spilamberto                                                                                           | Pâtes fraîches et produits de boulangerie, biscuiterie, pâtisserie et confiserie                      |
| 90  | Anolini, anvein, amvei, anvei                                                                                     | Pâtes fraîches et produits de boulangerie, biscuiterie, pâtisserie et confiserie                      |
| 91  | Anolino, anolen                                                                                                   | Pâtes fraîches et produits de boulangerie, biscuiterie, pâtisserie et confiserie                      |
| 92  | Basotti, bassotti, tagliolini al forno, bazòt, bassot                                                             | Pâtes fraîches et produits de boulangerie, biscuiterie, pâtisserie et confiserie                      |
| 93  | Bensone, balsone,balsòn                                                                                           | Pâtes fraîches et produits de boulangerie, biscuiterie, pâtisserie et confiserie                      |
| 94  | Biscione reggiano                                                                                                 | Pâtes fraîches et produits de boulangerie, biscuiterie, pâtisserie et confiserie                      |
| 95  | Bizulà | Pâtes fraîches et produits de boulangerie, biscuiterie, pâtisserie et confiserie                      |
| 96  | Bomba di riso, bomba 'd ris                                                                                       | Pâtes fraîches et produits de boulangerie, biscuiterie, pâtisserie et confiserie                      |
| 97  | Borlengo, burleng, burlang                                                                                        | Pâtes fraîches et produits de boulangerie, biscuiterie, pâtisserie et confiserie                      |
| 98  | Bortellina, burtléina                                                                                             | Pâtes fraîches et produits de boulangerie, biscuiterie, pâtisserie et confiserie                      |
| 99  | Bustrengo, bustrenga, bustrèng                                                                                    | Pâtes fraîches et produits de boulangerie, biscuiterie, pâtisserie et confiserie                      |
| 100 | Canestrelli, canestrèli                                                                                           | Pâtes fraîches et produits de boulangerie, biscuiterie, pâtisserie et confiserie                      |
| 101 | Cappellacci di zucca, caplazz con la zucca                                                                        | Pâtes fraîches et produits de boulangerie, biscuiterie, pâtisserie et confiserie                      |
| 102 | Cappelletti all'uso di Romagna, caplet                                                                            | Pâtes fraîches et produits de boulangerie, biscuiterie, pâtisserie et confiserie                      |
| 103 | Cappelletti, caplitt                                                                                              | Pâtes fraîches et produits de boulangerie, biscuiterie, pâtisserie et confiserie                      |
| 104 | Cappelletto reggiano                                                                                              | Pâtes fraîches et produits de boulangerie, biscuiterie, pâtisserie et confiserie                      |
| 105 | Castagnaccio, Pattona                                                                                             | Pâtes fraîches et produits de boulangerie, biscuiterie, pâtisserie et confiserie                      |
| 106 | Ciaccio, ciacc | Pâtes fraîches et produits de boulangerie, biscuiterie, pâtisserie et confiserie                      |
| 107 | Ciambella ferrarese, brazadela                                                                                    | Pâtes fraîches et produits de boulangerie, biscuiterie, pâtisserie et confiserie                      |
| 108 | Ciambella reggiana, bresadela, busilan                                                                            | Pâtes fraîches et produits de boulangerie, biscuiterie, pâtisserie et confiserie                      |
| 109 | Ciambella, boslan                                                                                                 | Pâtes fraîches et produits de boulangerie, biscuiterie, pâtisserie et confiserie                      |
| 110 | Ciambelline, buslanein                                                                                            | Pâtes fraîches et produits de boulangerie, biscuiterie, pâtisserie et confiserie                      |
| 111 | Crescenta fritta, cherscènta frètta                                                                               | Pâtes fraîches et produits de boulangerie, biscuiterie, pâtisserie et confiserie                      |
| 112 | Croccante, cruccant                                                                                               | Pâtes fraîches et produits de boulangerie, biscuiterie, pâtisserie et confiserie                      |
| 113 | Dolce di San Michele, Dolz ad San Michele'                                                                        | Pâtes fraîches et produits de boulangerie, biscuiterie, pâtisserie et confiserie                      |
| 114 | Erbazzone di Reggio Emilia                                                                                        | Pâtes fraîches et produits de boulangerie, biscuiterie, pâtisserie et confiserie                      |
| 115 | Focaccia con ciccioli, chisola                                                                                    | Pâtes fraîches et produits de boulangerie, biscuiterie, pâtisserie et confiserie                      |
| 116 | Frittelle di farina di castagne, frittell ad fareina ad castagne                                                  | Pâtes fraîches et produits de boulangerie, biscuiterie, pâtisserie et confiserie                      |
| 117 | Frittelle di riso, fritell ad ris                                                                                 | Pâtes fraîches et produits de boulangerie, biscuiterie, pâtisserie et confiserie                      |
| 118 | Frittelle o sgonfietti, fritell o sgiunfaitt                                                                      | Pâtes fraîches et produits de boulangerie, biscuiterie, pâtisserie et confiserie                      |
| 119 | Garganello, garganell                                                                                             | Pâtes fraîches et produits de boulangerie, biscuiterie, pâtisserie et confiserie                      |
| 120 | Gnocchetti con fagioli, pisarei e fasò                                                                            | Pâtes fraîches et produits de boulangerie, biscuiterie, pâtisserie et confiserie                      |
| 121 | Gnocchetti di pangrattato, pisarei                                                                                | Pâtes fraîches et produits de boulangerie, biscuiterie, pâtisserie et confiserie                      |
| 122 | Gnocco fritto, gnocc frett                                                                                        | Pâtes fraîches et produits de boulangerie, biscuiterie, pâtisserie et confiserie                      |
| 123 | Latte brulè, Latt brulè                                                                                           | Pâtes fraîches et produits de boulangerie, biscuiterie, pâtisserie et confiserie                      |
| 124 | Latte in piedi, latt in pè                                                                                        | Pâtes fraîches et produits de boulangerie, biscuiterie, pâtisserie et confiserie                      |
| 125 | Maltagliati, puntarine, malfatti, malfattini, lasagnotti, meltajé, maltajéd, meltajéd                             | Pâtes fraîches et produits de boulangerie, biscuiterie, pâtisserie et confiserie                      |
| 126 | Mandorlini del ponte, mandurlin dal pont                                                                          | Pâtes fraîches et produits de boulangerie, biscuiterie, pâtisserie et confiserie                      |
| 127 | Manfrigoli | Pâtes fraîches et produits de boulangerie, biscuiterie, pâtisserie et confiserie                      |
| 128 | Miacetto, miacet                                                                                                  | Pâtes fraîches et produits de boulangerie, biscuiterie, pâtisserie et confiserie                      |
| 129 | Migliaccio di Romagna, sanguinaccio, berleng, Migliaccio, e miazz                                                 | Pâtes fraîches et produits de boulangerie, biscuiterie, pâtisserie et confiserie                      |
| 130 | Minestra imbottita, spoja lorda                                                                                   | Pâtes fraîches et produits de boulangerie, biscuiterie, pâtisserie et confiserie                      |
| 131 | Mistuchina, mistuchen, mistòk                                                                                     | Pâtes fraîches et produits de boulangerie, biscuiterie, pâtisserie et confiserie                      |
| 132 | Mosto cotto, must cot                                                                                             | Pâtes fraîches et produits de boulangerie, biscuiterie, pâtisserie et confiserie                      |
| 133 | Pagnotta pasquale, pagnòta 'd pasqua                                                                              | Pâtes fraîches et produits de boulangerie, biscuiterie, pâtisserie et confiserie                      |
| 134 | Pampepato o pampapato, pampepat, pampapat                                                                         | Pâtes fraîches et produits de boulangerie, biscuiterie, pâtisserie et confiserie                      |
| 135 | Pane casareccio, pan casalen                                                                                      | Pâtes fraîches et produits de boulangerie, biscuiterie, pâtisserie et confiserie                      |
| 136 | Pane di zucca, pan ad zücca                                                                                       | Pâtes fraîches et produits de boulangerie, biscuiterie, pâtisserie et confiserie                      |
| 137 | Pane dolce con i fichi, pan dülz cun i figh                                                                       | Pâtes fraîches et produits de boulangerie, biscuiterie, pâtisserie et confiserie                      |
| 138 | Pane schiacciato, batarö                                                                                          | Pâtes fraîches et produits de boulangerie, biscuiterie, pâtisserie et confiserie                      |
| 139 | Passatelli, passatini, pasadein, pasadòin in bròd                                                                 | Pâtes fraîches et produits de boulangerie, biscuiterie, pâtisserie et confiserie                      |
| 140 | Pasticcio di maccheroni alla ferrarese, al pastiz                                                                 | Pâtes fraîches et produits de boulangerie, biscuiterie, pâtisserie et confiserie                      |
| 141 | Pattona | Pâtes fraîches et produits de boulangerie, biscuiterie, pâtisserie et confiserie                      |
| 142 | Pesche finte ripiene                                                                                              | Pâtes fraîches et produits de boulangerie, biscuiterie, pâtisserie et confiserie                      |
| 143 | Piadina fritta, piè fretta                                                                                        | Pâtes fraîches et produits de boulangerie, biscuiterie, pâtisserie et confiserie                      |
| 144 | Piadina romagnola, piada romagnola, piè romagnola, pjida romagnola, pièda romagnola, pji romagnola pida romagnola | Pâtes fraîches et produits de boulangerie, biscuiterie, pâtisserie et confiserie                      |
| 145 | Pinza bolognese, penza bolognese                                                                                  | Pâtes fraîches et produits de boulangerie, biscuiterie, pâtisserie et confiserie                      |
| 146 | Savoiardi di Persiceto, Ciabattine di S. Antonio, savuièrd                                                        | Pâtes fraîches et produits de boulangerie, biscuiterie, pâtisserie et confiserie                      |
| 147 | Sbricciolina, sbrisulina                                                                                          | Pâtes fraîches et produits de boulangerie, biscuiterie, pâtisserie et confiserie                      |
| 148 | Sfogliata o torta degli Ebrei, tibuia                                                                             | Pâtes fraîches et produits de boulangerie, biscuiterie, pâtisserie et confiserie                      |
| 149 | Spongata di Busseto                                                                                               | Pâtes fraîches et produits de boulangerie, biscuiterie, pâtisserie et confiserie                      |
| 150 | Spongata di Piacenza, spungada, spungheda                                                                         | Pâtes fraîches et produits de boulangerie, biscuiterie, pâtisserie et confiserie                      |
| 151 | Spongata di Reggio Emilia                                                                                         | Pâtes fraîches et produits de boulangerie, biscuiterie, pâtisserie et confiserie                      |
| 152 | Spongata, spunghèda                                                                                               | Pâtes fraîches et produits de boulangerie, biscuiterie, pâtisserie et confiserie                      |
| 153 | Sprelle, spreli                                                                                                   | Pâtes fraîches et produits de boulangerie, biscuiterie, pâtisserie et confiserie                      |
| 154 | straccadenti, stracadént                                                                                          | Pâtes fraîches et produits de boulangerie, biscuiterie, pâtisserie et confiserie                      |
| 155 | Stracchino gelato, stracchein in gelato                                                                           | Pâtes fraîches et produits de boulangerie, biscuiterie, pâtisserie et confiserie                      |
| 156 | Strozzapreti, strozaprit                                                                                          | Pâtes fraîches et produits de boulangerie, biscuiterie, pâtisserie et confiserie                      |
| 157 | Sulada | Pâtes fraîches et produits de boulangerie, biscuiterie, pâtisserie et confiserie                      |
| 158 | Tardura | Pâtes fraîches et produits de boulangerie, biscuiterie, pâtisserie et confiserie                      |
| 159 | Tigella modenese, tigèla modenese, crescentina modenese, cherscènta modenese                                      | Pâtes fraîches et produits de boulangerie, biscuiterie, pâtisserie et confiserie                      |
| 160 | Tirotta con cipolla, tiratta ala zivola                                                                           | Pâtes fraîches et produits de boulangerie, biscuiterie, pâtisserie et confiserie                      |
| 161 | Topino d'Ognissanti                                                                                               | Pâtes fraîches et produits de boulangerie, biscuiterie, pâtisserie et confiserie                      |
| 162 | Torta d’erbe | Pâtes fraîches et produits de boulangerie, biscuiterie, pâtisserie et confiserie                      |
| 163 | Torta dei preti, turta di prett                                                                                   | Pâtes fraîches et produits de boulangerie, biscuiterie, pâtisserie et confiserie                      |
| 164 | Torta di granoturco, turta ad mëlga                                                                               | Pâtes fraîches et produits de boulangerie, biscuiterie, pâtisserie et confiserie                      |
| 165 | Torta di mele, turta ad pum                                                                                       | Pâtes fraîches et produits de boulangerie, biscuiterie, pâtisserie et confiserie                      |
| 166 | Torta di pere, turta ad per                                                                                       | Pâtes fraîches et produits de boulangerie, biscuiterie, pâtisserie et confiserie                      |
| 167 | Torta di prugne, turta ad brügna                                                                                  | Pâtes fraîches et produits de boulangerie, biscuiterie, pâtisserie et confiserie                      |
| 168 | Torta di riso reggiana                                                                                            | Pâtes fraîches et produits de boulangerie, biscuiterie, pâtisserie et confiserie                      |
| 169 | Torta di tagliatelline o torta ricciolina, taiadela                                                               | Pâtes fraîches et produits de boulangerie, biscuiterie, pâtisserie et confiserie                      |
| 170 | Tortellacci, tortelloni, turtlacc                                                                                 | Pâtes fraîches et produits de boulangerie, biscuiterie, pâtisserie et confiserie                      |
| 171 | Tortelli di Carnevale, frittelle ripiene, turtlitt                                                                | Pâtes fraîches et produits de boulangerie, biscuiterie, pâtisserie et confiserie                      |
| 172 | Tortelli di erbette, torte d'erbeta                                                                               | Pâtes fraîches et produits de boulangerie, biscuiterie, pâtisserie et confiserie                      |
| 173 | Tortelli di ricotta alla piacentina, tortelli, turtei cu la cua, turtei                                           | Pâtes fraîches et produits de boulangerie, biscuiterie, pâtisserie et confiserie                      |
| 174 | Tortelli di San Giuseppe, turtei ad San Giusèpp                                                                   | Pâtes fraîches et produits de boulangerie, biscuiterie, pâtisserie et confiserie                      |
| 175 | Tortellini di Bologna                                                                                             | Pâtes fraîches et produits de boulangerie, biscuiterie, pâtisserie et confiserie                      |
| 176 | Tortellini | Pâtes fraîches et produits de boulangerie, biscuiterie, pâtisserie et confiserie                      |
| 177 | Tortelli alla lastra                                                                                              | Pâtes fraîches et produits de boulangerie, biscuiterie, pâtisserie et confiserie                      |
| 178 | Zuccherino montanaro bolognese, zucarein montanaro bolognese                                                      | Pâtes fraîches et produits de boulangerie, biscuiterie, pâtisserie et confiserie                      |
| 179 | Zuppa inglese, sopinglesa                                                                                         | Pâtes fraîches et produits de boulangerie, biscuiterie, pâtisserie et confiserie                      |
| 180 | Agnello alla piacentina, agnel ala piasintëina                                                                    | Produits de la gastronomie                                                                            |
| 181 | Anguilla in umido, anguilla in ümid                                                                               | Produits de la gastronomie                                                                            |
| 182 | Calzagatti, chelzagàt, papacc, paparòcc, pulenta imbrucada                                                        | Produits de la gastronomie                                                                            |
| 183 | Cavoli ripieni, côri pin, cäul piin                                                                               | Produits de la gastronomie                                                                            |
| 184 | Cotenna e ceci, cudga e sìsar                                                                                     | Produits de la gastronomie                                                                            |
| 185 | Dolce e brusco, duls e brüsch                                                                                     | Produits de la gastronomie                                                                            |
| 186 | Faraona alla creta, faraona ala creda                                                                             | Produits de la gastronomie                                                                            |
| 187 | Frittata di funghi prugnoli, frittä da spinarö                                                                    | Produits de la gastronomie                                                                            |
| 188 | Funghi fritti, fonz fritt                                                                                         | Produits de la gastronomie                                                                            |
| 189 | Gnocchi, gnocc | Produits de la gastronomie                                                                            |
| 190 | Insalata rustica, rustisana                                                                                       | Produits de la gastronomie                                                                            |
| 191 | Lasche del Po in carpione, stricc' in carpiòn                                                                     | Produits de la gastronomie                                                                            |
| 192 | Lepre alla piacentina, leura ala piasintëina                                                                      | Produits de la gastronomie                                                                            |
| 193 | Lumache alla bobbiese, lümeghi ala bubbieisa, lümäghi ala bubbiesa                                                | Produits de la gastronomie                                                                            |
| 194 | Maccheroni bobbiesi, maccaron cun l'agùcia                                                                        | Produits de la gastronomie                                                                            |
| 195 | Merluzzo in umido, marlüss in ümid                                                                                | Produits de la gastronomie                                                                            |
| 196 | Mezze maniche da frate ripiene, mes mànag dal frà pien                                                            | Produits de la gastronomie                                                                            |
| 197 | Ovuli ripieni, buléd piin                                                                                         | Produits de la gastronomie                                                                            |
| 198 | Pancetta e piselli, pansëtta e riviott                                                                            | Produits de la gastronomie                                                                            |
| 199 | Polenta condita, pulëinta consa                                                                                   | Produits de la gastronomie                                                                            |
| 200 | Polenta di farina di castagne, pulëinta ad farëina d' castagn                                                     | Produits de la gastronomie                                                                            |
| 201 | Polenta e patate, pulëinta e pum da terra                                                                         | Produits de la gastronomie                                                                            |
| 202 | Riso e verza con costine, ris e verza cun custëini                                                                | Produits de la gastronomie                                                                            |
| 203 | Risotto con i codini di maiale, risott cun il cuëin ad gogn                                                       | Produits de la gastronomie                                                                            |
| 204 | Salsa di prezzemolo, sälsa ad savur                                                                               | Produits de la gastronomie                                                                            |
| 205 | Scàpa, mnufocc, menni                                                                                             | Produits de la gastronomie                                                                            |
| 206 | Tagliatelle con ricotta e noci, taiadei cun ricotta e nus                                                         | Produits de la gastronomie                                                                            |
| 207 | Torta di patate, turta d' patät                                                                                   | Produits de la gastronomie                                                                            |
| 208 | torta di riso alla bobbiese, turta ad ris ala bubieisa, turta ad ris ala bubiesa                                  | Produits de la gastronomie                                                                            |
| 209 | Tortelli di farina di castagne, turtei ad farëina ad castagn                                                      | Produits de la gastronomie                                                                            |
| 210 | Tortelli di zucca, tortei ad zucc, cappellacci di zucca, turtlòn ad sùca                                          | Produits de la gastronomie                                                                            |
| 211 | Trippa di manzo alla piacentina, büsecca ad manz ala piasintëina                                                  | Produits de la gastronomie                                                                            |
| 212 | Verzolini, varzulëin                                                                                              | Produits de la gastronomie                                                                            |
| 213 | Zucchini ripieni, sücchëin piin                                                                                   | Produits de la gastronomie                                                                            |
| 214 | Zuppa di ceci, süppa ad sìsar                                                                                     | Produits de la gastronomie                                                                            |
| 215 | Zuppa di pesci, süppa d' pëss                                                                                     | Produits de la gastronomie                                                                            |
| 216 | Miele del crinale dell’Appennino settentrionale                                                                   | Produits d'origine animale (miel, produits laitiers, à l'exclusion du beurre)                         |
| 217 | Miele di erba medica della pianura emiliana e romagnola                                                           | Produits d'origine animale (miel, produits laitiers, à l'exclusion du beurre)                         |
| 218 | Miele di tiglio, mel tiglio                                                                                       | Produits d'origine animale (miel, produits laitiers, à l'exclusion du beurre)                         |
| 219 | Miele vergine integrale                                                                                           | Produits d'origine animale (miel, produits laitiers, à l'exclusion du beurre)                         |
| 220 | Ricotta vaccina fresca tradizionale dell’Emilia-Romagna, puina, puvina                                            | Produits d'origine animale (miel, produits laitiers, à l'exclusion du beurre)                         |
| 221 | Acquadelle marinate                                                                                               | Préparations de poissons, mollusques, crustacés, et techniques particulières d'élevage de ces espèces |
| 222 | Anguilla marinata di Comacchio                                                                                    | Préparations de poissons, mollusques, crustacés, et techniques particulières d'élevage de ces espèces |